# В дурмане
«В дурмане» (англ. Stoned) — фильм режиссёра Стивена Вулли о Брайане Джонсе, одном из основателей рок-группы The Rolling Stones, сюжет которого построен на конспирологической теории, заключающейся в том, что Джонс был убит Фрэнком Торогудом, строителем, которого тот нанял для реставрирования и усовершенствования своего поместья в Восточном Суссексе. Картина изображает употребление Джонсом наркотиков и алкоголя, а также его отношения с Анитой Палленберг и Анной Вулин.

## Сюжет
Жизнь основателя группы «The Rolling Stones» Брайана Джонса была короткой и неистовой с её шумными групповухами, невообразимым декадентством и музыкой, разрушающей все каноны. К 26 годам Джонс обрёл всемирную славу и баснословное богатство. Через год его не стало.

## В ролях
| Актёр           | Роль             |
| --------------- | ---------------- |
| Лео Грегори     | Брайан Джонс     |
| Пэдди Консидайн | Фрэнк Торогуд    |
| Дэвид Моррисси  | Том Кейлок       |
| Бен Уишоу       | Кит Ричардс      |
| Тува Новотны    | Анна Вулин       |
| Амелия Уорнер   | Джанет           |
| Моне Мазур      | Анита Палленберг |
| Люк де Вулфсон  | Мик Джаггер      |
| Уилл Адамсдэйл  | Эндрю Луг Олдэм  |
| Джозеф Алтин    | Билл Уаймэн      |
| Джеймс Д. Уайт  | Чарли Уоттс      |

## Премьера и прокат
Премьера картины состоялась 11 сентября 2005 года на «Международном кинофестивале в Торонто». В США фильм вышел в ограниченном прокате и собрал всего $38,922, но тем не менее получил широкий сбор на домашнем видео.

## Саундтрек
| №   | Название               | Исполнитель                   | Длительность |
| --- | ---------------------- | ----------------------------- | ------------ |
| 1.  | «Little Red Rooster»   | Counterfeit Stones            | 3:43         |
| 2.  | «Stop Breaking Down»   | Band of Bees                  | 4:35         |
| 3.  | «Lazy Sunday»          | Small Faces                   | 3:08         |
| 4.  | «White Rabbit»         | Jefferson Airplane            | 2:35         |
| 5.  | «Paper Sun»            | Traffic                       | 4:16         |
| 6.  | «Devil in Me»          | 22-20s                        | 4:16         |
| 7.  | «Love in Vain»         | Хейли Гленни-Смит             | 4:21         |
| 8.  | «Brian's Joint»        | Дэвид Арнольд                 | 2:04         |
| 9.  | «Ballad of a Thin Man» | Kula Shaker                   | 5:10         |
| 10. | «Out of Control»       | Дэвид Арнольд                 | 3:10         |
| 11. | «Come On In»           | Хейли Гленни-Смит             | 4:55         |
| 12. | «Last Time»            | Band of Bees                  | 3:40         |
| 13. | «Pool Fight»           | Дэвид Арнольд                 | 2:56         |
| 14. | «Love in Vain»         | Paul Butler and Little Barrie | 2:34         |
| 15. | «Angel/Devil»          | Дэвид Арнольд                 | 1:17         |
| 16. | «Not Fade Away»        | Band of Bees                  | 1:57         |
| 17. | «Time Is on My Side»   | Band of Bees                  | 4:31         |
| 18. | «Stop Breaking Down»   | Роберт Джонсон                | 2:15         |